# Laboulbenia luxurians
Laboulbenia ophoni Peyr. – gatunek grzybów z rzędu owadorostowców (Laboulbeniales). Pasożyt owadów.

## Systematyka i nazewnictwo
Pozycja w klasyfikacji według Index Fungorum: Laboulbenia, Laboulbeniaceae, Laboulbeniales, Laboulbeniomycetidae, Laboulbeniomycetes, Pezizomycotina, Ascomycota, Fungi.
Gatunek ten po raz pierwszy opisał w 1889 r. Johann Joseph Peyritsch w 1873 r.
Synonim: Laboulbenia luxurians subsp. immaculata Huldén 1985:

## Charakterystyka
Grzyb entomopatogeniczny, pasożyt zewnętrzny owadów. W Polsce Tomasz Majewski opisał jego występowanie na chrząszczach z rodziny biegaczowatych (Carabidae) należących do gatunków Bembidion assimile, Bembidion dentellum, Bembidion obliquum, Bembidion semipunctatum, Bembidion ustulatum, Bembidion varium. Nie powoduje śmierci owada i zazwyczaj wyrządza mu niewielkie szkody.

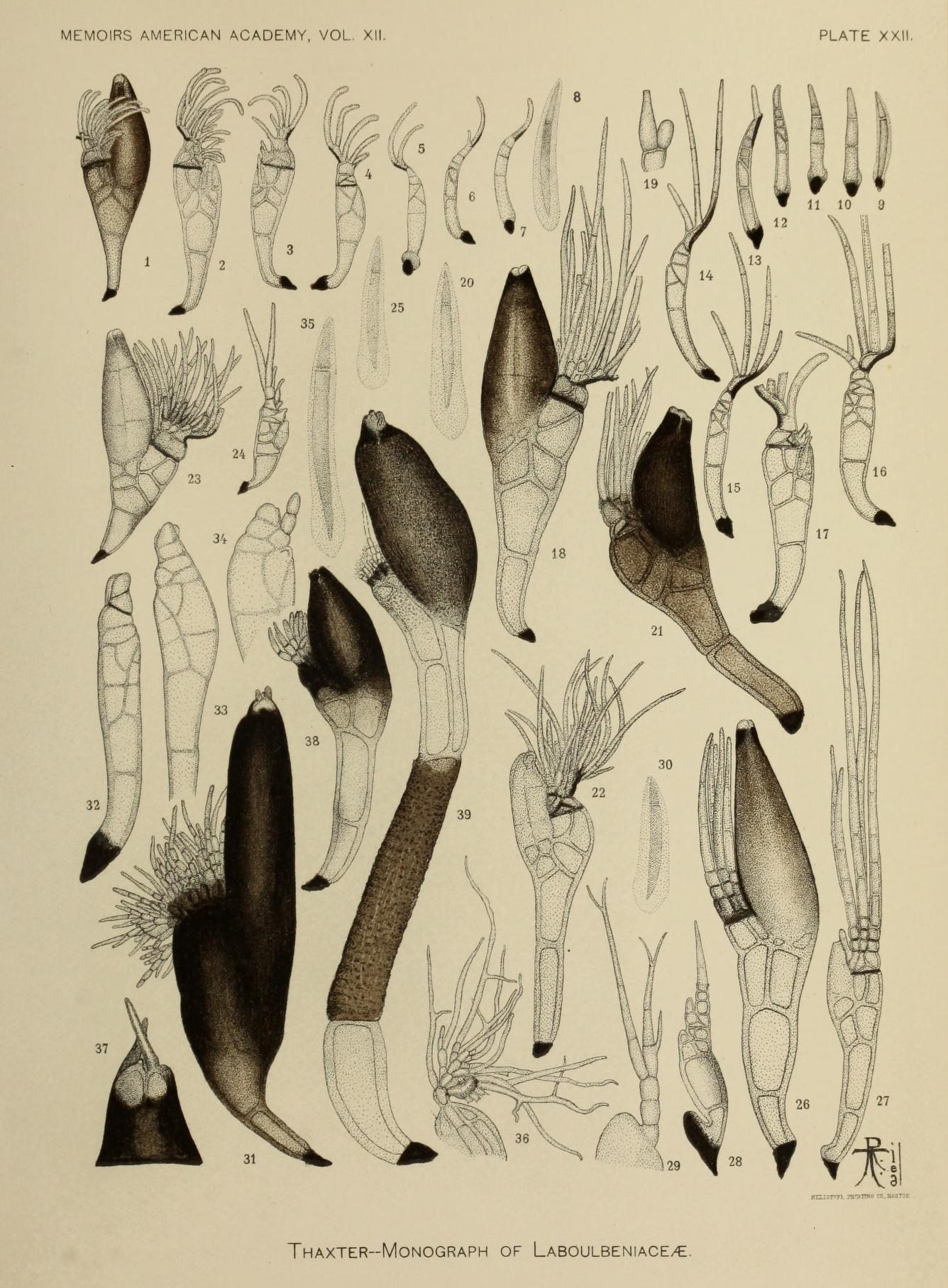
Laboulbenia luxurians rys. 1–8. Pozostałe to inne gat. Laboulbenia